# 枣林杂俎
《枣林杂俎》是明代笔记，谈迁著。
全书分〈智〉、〈仁〉、〈圣〉、〈义〉、〈中〉、〈和〉六卷，大綱十八門，1300多個子項目，合共數十萬字。其中土司有目无文，内容多涉及明代历史。

## 外部連結
- ctext.org：棗林雜俎 （页面存档备份，存于）